# Angelwhore
Angelwhore es el quinto álbum de la banda alemana Desaster, lanzado al mercado en 2005.

## Lista de canciones
1. The Arrival (intro) 02:17
2. The Blessed Pestilence 06:58 
3. Angelwhore 05:31 
4. Conqueror's Supremacy 06:53
5. Ghouls To Strike 03:45 
6. Nihilistic Overture 06:16 
7. Havoc 05:28 
8. Downfall Be Thy Blade 05:42
9. Revelation Genocide 05:17 
10. Mourning Path (outro) 04:03
- Datos: Q6367175